# Sao chổi Arend–Roland
Sao chổi Arend–Roland được các nhà thiên văn người Bỉ Sylvain Arend và Georges Roland phát hiện vào ngày 8 tháng 11 năm 1956. Là sao chổi thứ tám được tìm thấy vào năm 1956, nó được đặt tên là Arend-Roland 1956h theo tên của những người phát hiện ra nó. Bởi vì nó là sao chổi thứ ba đi qua điểm cận nhật trong năm 1957, sau đó nó được đổi tên thành 1957 III. Cuối cùng, nó đã được chỉ định tên theo tiêu chuẩn IAU thành C/1956 R1 (Arend-Roland), với "C/" chỉ ra rằng đó là một sao chổi không định kỳ và "R1" cho thấy đó là sao chổi đầu tiên được báo cáo được phát hiện trong vòng nửa tháng được mã hóa bằng chữ "R". Chữ số 1 cuối cùng tương đương với giai đoạn 1–15 tháng 9.

## Quan sát
Vào tháng 11 năm 1956, một bức hình hai chiều tại Đài thiên văn Uccle ở Brussels đã được sử dụng để theo dõi thường xuyên các hành tinh nhỏ. Vào ngày 8 tháng 11 năm 1956, các nhà thiên văn người Bỉ Sylvain Arend và Georges Roland đã phát hiện ra một sao chổi trên các tấm ảnh của họ. Vào thời điểm đó sao chổi ở độ lớn biểu kiến 10, với một trung tâm có độ nén mạnh và một cái đuôi ngắn. Việc phát hiện sớm sao chổi này cho phép các chương trình quan sát sớm và thiết bị để chuẩn bị tốt việc này.
Michael Philip Candy là người đã tính toán các yếu tố quỹ đạo của sao chổi này và đã tiên đoán sự chuyển động của sao chổi tới điểm cận nhật vào ngày 8 tháng 4 năm 1957. Vì sao chổi đã được phát triển tốt, anh ta dự đoán rằng sao chổi này sẽ nổi bật trong tháng 4 ở bán cầu bắc. Vào đầu tháng 12, sao chổi cách 2.5 AU từ Mặt Trời và 1.7 AU từ Trái Đất. Nó nằm trong chòm sao Song Ngư cho đến tháng 2, khi nó đạt tới độ sáng 7,5–8.
Trong suốt tháng tư, đuôi của sao chổi đạt đến độ dài 15 độ cung. Sự xuất hiện của đuôi thay đổi liên tục, với các bộ truyền vào ngày 16 tháng 4 và 5 tháng 5, và đuôi tách thành ba chùm vào ngày 29 tháng 4. Vào ngày 22 tháng 4, sao chổi cũng hiển thị đuôi bất thường nổi bật (hoặc antitail) trải dài 5 °. Antitail này kéo dài đến khoảng 12 độ cung vào ngày 25 tháng 4, đạt đến mức tối đa. Antitail đã biến mất vào ngày 29 tháng 4.
Sau khi tới điểm cận nhật vào ngày 8 tháng 4, sao chổi bắt đầu mờ dần nhanh chóng từ độ sáng tối đa của nó xuống độ sáng -1. Vào đầu tháng 5 nó có cường độ sáng 5.46. Đến ngày 8 tháng 5 nó đã giảm xuống mức 7, thấp hơn giới hạn độ nhạy của mắt người. Vào ngày 29 tháng 5 độ sáng của nó đã giảm xuống mức 8.55.
Đây là sao chổi đầu tiên mà các nỗ lực đã được thực hiện để phát hiện nó ở tần số vô tuyến khác nhau. Tuy nhiên, những nỗ lực này đã không thành công. Không có sao chổi được phát hiện thành công trong băng tần radio cho đến năm 1973 của sao chổi Kohoutek.
Sao chổi Arend–Roland là chủ đề của ấn bản đầu tiên của chương trình thiên văn học dài ngày của BBC The Sky at Night vào ngày 24 tháng 4 năm 1957.

## Tính chất
Sao chổi này di chuyển trên một quỹ đạo hyperbol, nghĩa là nó di chuyển đủ nhanh để hoàn toàn thoát khỏi Hệ Mặt trời, điều này ngụ ý rằng nó sẽ không bao giờ được nhìn thấy một lần nữa từ Trái Đất. Quan sát sao chổi trong khoảng thời gian 520 ngày cho phép tính toán các phần tử quỹ đạo chính xác. Tuy nhiên, sự phân bố của các phần tử quỹ đạo cho thấy một mô hình lượn sóng gợi ý một ảnh hưởng không phải lực hấp dẫn. Ngoài ra, sao chổi có thể có nguồn gốc từ không gian giữa các vì sao chứ không phải từ đám mây Oort.